# Château de Saint-James
Le château de Saint-James est un ancien château fort du XIe siècle, détruit en 1590, et dont il ne subsiste aujourd'hui aucune trace en élévation, qui se dressait sur le territoire de l'actuelle commune française de Saint-James, dans le département de la Manche, en région Normandie.

## Localisation
Le château se dressait à l'emplacement de l'actuelle place du Calvaire à Saint-James, au lieu-dit la Haye de Terre, dans le département français de la Manche.

## Historique

### Les origines
Pour verrouiller de façon efficace la frontière avec la Bretagne, les premiers ducs normands construisent un talus dit la Haye de Terre, d'une hauteur de quatre mètres et d'une base large de neuf mètres avec un fossé rempli d’eau de chaque côté. Cette levée de terre mesurait 1 300 mètres de long et joignait la vallée du Beuvron à celle de la Guerge.

### XIeetXIIesiècles
La cité prend son essor à partir du XIe siècle. Vers 1027, les ducs Robert le Magnifique (vers 1010-1035) — père de Guillaume le Conquérant (1027-1087) — et son oncle Richard III (vers 1008-1027), duc de Normandie de 1026 à 1027, élèvent le prieuré Saint-Jacques et son église dédiée à saint Jacques le Majeur, donnée à l’abbaye royale de Fleury-sur-Loire.
Vers 1065, Guillaume le Bâtard, en lutte avec le duc de Bretagne Conan, bâtit le château, au lieu-dit Saint-James de Beuvron, actuelle place du Calvaire, et édifie les remparts, dont il ne reste aujourd'hui que la tour de la Redoute. Pour renforcer la défense, il fait noyer la vallée du Beuvron pour former trois étangs très profonds, séparés par des digues. Deux lignes de fortifications protègent alors Saint-James du côté de Pontorson à l’ouest. À cette époque, la ville est donc à l’abri des invasions des Saxons et Guillaume en confie la garde à Richard Goz (mort vers 1082), vicomte d'Avranches.
Henri Ier (1068-1135) offre le château à Hugues d'Avranches (1047-1101) qui en était gouverneur, et son père Richard Goz avant lui, pour le remercier de ses services et de sa fidélité.
Sous le règne d'Henri II Plantagenêt, entre 1152 et 1189, Geoffroy II (1158-1186), duc de Bretagne de 1181 à 1186, reçoit l'hommage des barons de Bretagne. Geoffroy II n'hésite pas s'appuyer sur des grands seigneurs bretons anciens adversaires de son père comme Rolland de Dinan et Raoul II de Fougères. Devenu officiellement duc lors de son mariage en 1181, il s’attache Raoul II de Fougères (mort en 1194) en lui confiant la haute charge du duché, de sénéchal de Bretagne en 1184. Le seigneur de Fougères devient alors l'un des principaux soutiens de Geoffroy II Plantagenêt. La mort accidentelle de ce dernier n'interrompt pas son activité ; en 1187, il est encore sénéchal de Bretagne et dès 1189, il soutient les prétentions du fils posthume de Geoffroy, Arthur de Bretagne, contre Richard Cœur de Lion, devenu roi d’Angleterre.
Parmi les rebelles contre le roi Henri, il y avait également, Hasculph de Saint-Hilaire, Raoul de la Haie, ainsi que Hugues de Kevelioc (1147-1181), 5e comte de Chester, propriétaire du château fort de Saint-James, qui perd son château. Fait prisonnier à Dol, il est emmené en Angleterre. Pardonné par Henri II a qui il a donné son serment de fidélité, il est restitué dans ses biens, mais le château a brûlé pendant sa captivité. Il le garde jusqu'à sa mort en 1181. Son fils Ranulph de Blondeville (1170-1232) lui succède. En 1188 ou 1189, il est marié à Constance (1161-1201), duchesse de Bretagne, veuve du fils d'Henri II (1133-1189), Geoffroy II de Bretagne (1158-1186) et par ailleurs mère d'Arthur de Bretagne (1187-1203), qui contestera à Jean sans Terre (1166-1216) la couronne d'Angleterre. Cette union fut fort malheureuse, puisque Ranulph de Blondeville fera annuler  son mariage pour cause d'adultère. Il se remaria par deux fois et fut un partisan zélé du roi Jean sans Terre (1166-1216), ce qui lui valut de voir tous ses châteaux normands confisqués.

### XIIIeetXIVesiècles
Après la mort du roi Louis VIII de France, Pierre Ier de Bretagne (1187-1250) participe, entre 1227 et 1234, avec plusieurs des grands du royaume, à quatre révoltes contre Blanche de Castille (1188-1252), régente pour le compte de son fils Louis IX (1214-1270), âgé de 11 ans.
Le changement d'alliance se profile déjà avant la mort de Louis VIII, lorsque Pierre Ier de Bretagne reprend contact avec la cour anglaise et conclut, à Westminster le 19 octobre 1226, un pacte contre les « ennemis communs sur le continent ». Une union entre sa fille Yolande de Bretagne (1218-1272) et le roi Henri III d'Angleterre (1207-1272) est également envisagée. Lors des deux premiers soulèvements, Pierre se soumet avant que les troupes françaises ne pénètrent en Bretagne et, lors de la paix de Vendôme le 16 mars 1227, il obtient de conserver les forteresses royales de Saint-James de Beuvron, Bellême et La Perrière que lui avait confiées Louis VIII. En janvier 1228 ou janvier 1229, Blanche de Castille convoque l'ost et confit au bailli de Normandie, Jean Des Vignes, la prise du château de Saint-James.
Lors de sa soumission à Paris, le 4 novembre 1234, Louis IX exige que Pierre de Bretagne renonce aux avantages acquis lors de la paix de Vendôme. Il réoccupe Saint-James de Beuvron définitivement ainsi que Châteauceaux et Saint-Aubin-du-Cormier pendant trois ans, mais il lui laisse le bail du duché jusqu'à la majorité de son fils Jean Ier de Bretagne. En 1235 le roi ordonne , à la demande des seigneurs bretons, une enquête des dégâts subits et des obligations imposés par le duc. Le 23 octobre 1236, Pierre est qualifié pour la première fois de « Croisé » dans une bulle pontificale.
En 116[Information douteuse], le roi de France donne la place forte et tous ses droits, revenus et haute justice à Jean duc de Bretagne.
En 1266, Robert d'Oissy était capitaine du château pour le roi Saint Louis.

### XIVeetXVesiècles
Dès 1314, Jean III de Bretagne envoie en Flandre un contingent de Bretons commandé par le sire d'Avaugour et Rolland de Dinan. En 1315, il participe à la campagne de Louis X le Hutin contre la Flandre. En récompense il reçoit du roi la châtellenie de Saint-James-de-Beuvron à la frontière entre la Bretagne et la Normandie, avec tous ses  droits, revenus et haute justice. Donation faite au château de Saint-Germain-en-Laye.
Raoul Guiton de Carnet, mort le 14 juin 1349 à Saint-James, écuyer, seigneur des Guitons, Carnet et la Villette, capitaine du château de Saint-James qu'il défendit des assauts anglais en juillet 1346, 1347 et 1348 de Renaud de Gobehen.
« Quant à messire Regnault de Cobehen, il suivit avec son armée le littoral de l'ouest, se dirigeant sur l'Avranchin. C'est lui qui fut chargé d'implanter dans cette région la domination anglaise. Il était mandé dans la contrée de Fougères par Thomas d'Agorne, capitaine anglais qui soutenait le parti du duc de Montfort. Regnault de Cobehen ne pénétra dans l'Avranchin qu'avec deux bannières ; il brûla les faubourgs d'Avranches, sans entrer dans la ville, qui appartenait au roi de Navarre ; il ruina le manoir et le bourg de Ducey, et alla donner l'assaut au château de Saint-James ; mais il fut repoussé avec pertes, et à deux reprises différentes, en 1346 et 1347, par le capitaine de la place, Raoul Guiton, dont la vaillance fut reconnue et récompensée par le roi de France. Ce guerrier possédait le manoir de Carnet et mourut à Saint-James le 14 juin 1349. Il eut pour successeur Jean Painel, sire de Marcey, qui s'établit dans le château avec quatre chevaliers, trente-deux écuyers, trente-neuf arbalétriers à pied et neuf archers à cheval. Au moindre signal, il voyait autour de lui d'autres guerriers du pays, Yves de Chéruel, Robert et Jean de Crux, Jean du Bois de Saint-Quentin, Guillaume d'Argouges et les Fraslin de Husson, seigneurs de Ducey. »
Philippe VI de Valois reconnut que : « Raul Guiton, escuyer a tenu et gouverné le fort de Saint-Jacques-de-Beuvron bien et loyaument et la tenu françois a grants coûts frais et missions tant par deux peines de siège que les Anglais mirent devant comme autrement en juin 1348. ». Il est enterré à Saint-James avec cette épitaphe : « Cy git Raul Guyton esc. capitaine du fort de céans pour le roy notre sire qui trespassa le XIV juing lan de grâce 1349 priez Dieu pour l’âme de ly ».
Jean Paisnel, chevalier, sire de Marcey, fut capitaine de cette place forte de 1355 à 1356 et avait sous lui quatre chevaliers, 32 écuyers, 39 arbalétriers à pied et neuf archers à cheval. Il est remplacé le 1er août 1356 par Pierre de Villiers († 1386), jusqu'au 5 mars 1357, qui était en même temps capitaine de Pontorson.
En 1367, le capitaine des lieux et de Pontorson est Fraslin Avenel, puis en 1379 Guillaume de Fayel (1340-1408), dit « le Bègue ».

La même année 1379, le roi Charles V le Sage (1338-1380) fait percer une fausse porte dans le château : 

« Charles, par la grâce de Dieu, Roi de France, au bailly de Coustantin et au vicomte d'Avranches ou à leurs lieutenants, salut : Nous, pour la seureté de notre chastel de Saint-James-de-Bévron et pour d'autres causes  qui à ce nous mouvent, avons ordonné et ordonnons par ces présentes que en iceluy chastel soit faite une yssue par laquelle on puise yssir et rentre audit chastel sans passer par ladite ville, et aussy  que la tour qui est contre les murs de ladite ville, soit par telle manière ordonnée et guérittée que l'on puisse être en ycelle sans le danger des habitants de ladite ville. Par la manière que en charge l'avait nostre amé et féal chevalier Le Bègue de Fayel et comme il vous dira de par nous, et vous mandons et commettons à chacun de vous que ladite yssue vous fassiez faire audit chastel, et aussy ladite tour ordonner et comparer par la manière que dit est, et mandons et commandons aux habitants de ladite ville et à tous autres qui en ce faisant obéissent à vous et à chacun de vous à tout ce que coustera à faire ce que dit est nous voulons que il soit alloué sans contredit ès comptes de la vicomté en rapportant vidimus de ces présentes et quittance de ce que payé en sera par nos amés et féaux les gens de os comptes à Paris, non contrastant quelconque ordonnance, mandement ou défense au contraire. Donné à Melun le XXIIIIe jour de janvier, l'an de grâce  MCCCLXXIX, et le XVIe de notre règne[réf. nécessaire] »

.
Le 1er mai 1418, Vigor de Clinchamp devint capitaine de Saint-James.
Arthur III de Bretagne (1393-1458) prend Pontorson, mais échoue devant Saint-James en 1426 qui est aux mains du capitaine anglais Thomas Rameston. Profitant du désordre créé au sein de l'armée bretonne qui prenant un corps de leurs troupes pour des ennemis, ils se firent mettre en fuite par la sortie de la garnison anglaise. Ce combat eut lieu dans un endroit aujourd'hui encore appelé La Bataille, près du roc de Bierge. Philippe Branche et Nicolas Bourdet, qui était grand bailly du Cotentin pour le roi d'Angleterre, commandaient cette sortie.
Le château est repris aux Anglais le jour de la saint Pierre en 1448 par le maréchal de Loheac, sans difficulté et resta depuis à la France.
Le dernier gouverneur de Saint-James fut Robert de Verdun en 1468.

### XVIesiècle
En 1589, Gabriel II de Montgommery, répond à l’appel du duc de Mayenne qui lui donne le commandement de l’arrière garde. Il tente de reprendre la capitainerie de Saint-James, la possession de sa famille confisquée à la mort de son père. Avec son frère, il s’en empare avant que Louis de La Moricière (vers 1540-13 septembre 1590), sieur de Vicques la récupère par force un mois après. Ce dernier décide de raser les fortifications afin que la ville ne puisse plus devenir une place de sûreté huguenote, le château est démantelé en 1590. Le sieur de Vicques périt assassiné dans un guet-apens par le capitaine huguenot La Coudraye le 13 septembre 1590 dans les fossés du château de Pontorson. Le château sera encore un lieu de résistance de la chouannerie

## Description
De nos jours, il ne subsiste de la forteresse que quelques terrassements et le site fossoyé au lieu-dit la Haye de Terre.
L'ordre de Charles V de percer une porte dans le château mentionne que celui-ci était séparé de la ville et qu'une des tours de la forteresse était contiguë aux murs d'enceinte de la ville, tandis que la nouvelle issue faite au château donnait directement sur la campagne.
Autrefois, les eaux du Beuvron étaient arrêtées. À l'ouest et au nord-ouest, l'accès est aujourd'hui facile, et le château devait être de ce côté. Dix ans avant la Révolution, il subsistait une tour au midi de l'enceinte de la ville. Au XXIe siècle, aucune trace de fortification n'est visible.